# Charlie Quarterman
Charlie Quarterman, né le 6 septembre 1998 à Oxford, est un coureur cycliste britannique.

## Biographie
Quarterman a fait ses études à Abingdon School de 2010 à 2017 et habite maintenant près d'Annecy, France.
En juin 2019, il remporte le titre de champion de Grande-Bretagne du contre-la-montre espoirs, après avoir terminé deuxième l'année précédente.
En août 2019, Quarterman a rejoint l'UCI WorldTeam Trek – Segafredo en tant que stagiaire pour la seconde moitié de la saison, avant de rejoindre l'équipe de manière permanente en 2020.

## Palmarès
- 2015
  - Circuito Guadiana juniors
  - Isle of Man Junior Tour[2]
- 2016
  - Circuito Guadiana juniors
  - 2e du Mémorial Aitor Bugallo juniors
  - 3e du Giro di Basilicata
- 2018
  - 2e du championnat de Grande-Bretagne du contre-la-montre espoirs
- 2019
  -  Champion de Grande-Bretagne du contre-la-montre espoirs
- 2022
  - 3e étape du Tour du Loiret (contre-la-montre)

## Résultats sur les grands tours

### Tour d'Italie
1 participation
- 2023 : 115e

## Classements mondiaux
| Année           | 2018   |
| --------------- | ------ |
| UCI Europe Tour | 1 342e |